# Rostislav Kocourek
Rostislav Kocourek (* 1929, Praha) je jazykovědec českého původu. Mezi jeho hlavní zájmy patřila terminologie, především francouzská, a stylistika. Po emigraci do Kanady působil od roku 1970 na Dalhousie University v Halifaxu.

## Dílo
Jeho nejvýznamnějším a po celém světě citovaným dílem je kniha La langue française de la technique et de la science (1982, 2. vydání 1991, obě ve Wiesbaden ve vydavatelství Oscar Brandstetter). Jeho dvojjazyčná, francouzsko-anglická kniha Essais de linguistique française et anglaise: mots et termes, sens et textes. Essays in French and English Linguistics. Words and Terms, Meanings and Texts (2001, Louvain/Paris/Sterling ve vydavatelství Peeters Publishers) obsahuje 18 esejů, které se zabývají různými aspekty termínů (neologie, synonymie, motivovanosti, metaforičnosti atd.).